# Otto Herman von Stahlen
Otto Herman von Stahlen, född 1 augusti 1684 på Linnapäh i Ampel socken i Estland, död 24 mars 1762 på överstebostället Bråland i Fors socken, Älvsborgs län, var en svensk militär. Han var svärson till Fredrik von Köhler.
Otto Herman von Stahlen var son till major Georg von Stahlen och Elisabeth Maria Wrangel. Han blev volontär vid De la Gardies livländska infanteriregemente 1700, furir där 1702, fältväbel 1704, adjutant vid Seulenbergs sachsiska infanteribataljon 1707 och fänrik vid Straelborns sachsiska infanteribataljon 1709. von Stahlen deltog i träffningarna vid Harjunpää och Dorpat 1705, slaget vid Nevaströmmen 1708 och slaget vid Kolkanpää 1708, där han blev tillfångatagen men snart lyckades fly. Han blev löjtnant vid Östgöta infanteriregemente, kaptenlöjtnant där samma år och deltog i träffningen vid Fjälkinge och vid Kristianstad, där han åter blev fången men snart lyckades fly. von Stahlen deltog även i slaget vid Helsingborg, blev 1712 sekundkapten, 1713 ryttmästare vid Riksänkedrottningens livregemente till häst, deltog i slaget vid Gadebusch men blev åter fången hos danskarna vid kapitulationen i Tönningen men lyckades 1714 på nytt fly. Under fälttåget i Norge 1716 genomförde han ett angrepp vid Skjeberg där han tog en mängd fångar. Under fälttåget i Norge 1718 kommenderades han med 100 man till avantgardet vid Börje, då han även tog en mängd fångar. von Stahlen blev major vid Kronobergs regemente 1718, major vid Riksänkedrottningens livregemente till häst 1719, major vid Bielkes regemente 1721 och vid Bohusläns regemente 1745 samt överstelöjtnant där 1747. Han blev överste i armén 1757, var överste och chef vid livdragonregementet 1760–1761 och erhöll därefter generalmajors avsked. von Stahlen blev riddare av Svärdsorden 1748.